# Talca
Talca, è una città e comune del Cile centrale e sede vescovile. Il comune è il capoluogo della Provincia di Talca, nella Regione del Maule.
Fondata nel 1692 e ricostruita nel 1742 dopo un violento terremoto è il luogo dove venne firmata la dichiarazione d'indipendenza del Cile nel 1818. È la capitale della regione del Maule (Settima Regione) e della provincia di Talca e conta 224.000 abitanti circa (2005). Il 27 febbraio 2010 è stata quasi completamente rasa al suolo da un terremoto di grado Richter 8.8

## Società

### Evoluzione demografica
| Censimento del 1992 | Censimento del 2002 |
| 171.287 ab.         | 201.797 ab.         |